# マリン・ゲタルディッチ
マリン・ゲタルディッチ（クロアチア語: Marin Getaldić、1568年10月2日 - 1626年4月11日）は、ラグサ共和国の科学者。イタリア語ではマリノ・ゲタルディ(Marino Ghetaldi)と呼ばれ、ラテン語ではマリヌス・ゲタルドゥス(Marinus Ghetaldus)と呼ばれる。イタリア、イングランド、ベルギーで数学及び物理の研究を行った。物理学においては主に光学で知られている。フランソワ・ビエトの数少ない教え子の1人であり、Giovanni Camillo Gloriosoと友人であった。

## 経歴

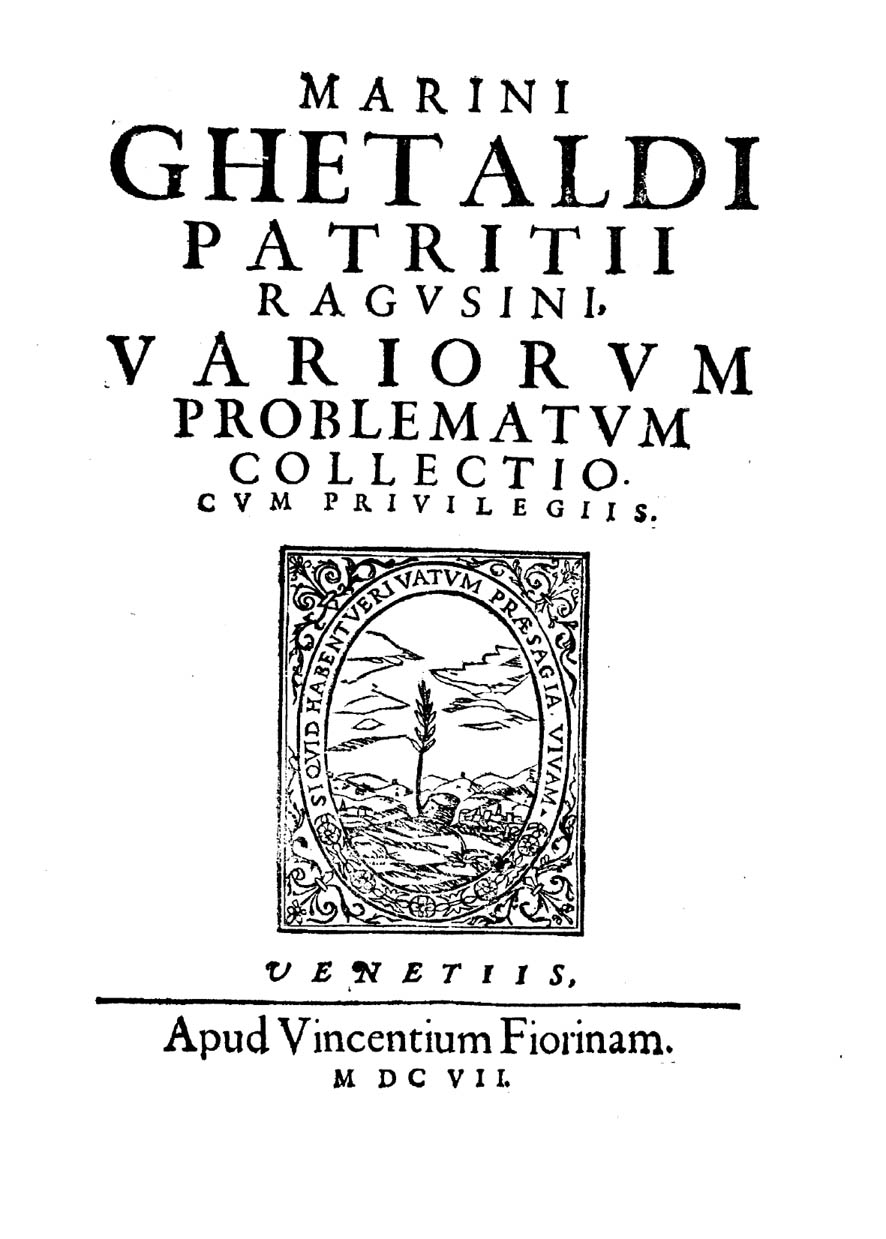
『諸問題集』(Variorum problematum collectio) 1607年

貴族の家系であるゲタルディッチ家(en:Ghetaldi)に生まれる。幾何学における代数の応用と幾何光学の分野での研究で知られており、『アルキメデス拡張』(Promotus Archimedus) (1603年) や『解析と総合の数学』(De resolutione et compositione mathematica) (1630年)などの7つの著作を書いている。1607年に42個の幾何学の問題の解法を含むリーフレット『諸問題集』を作成し、幾何学の代数化の基礎を築いた。ゲタルディッチの幾何学に対する貢献は、オランダの物理学者クリスティアーン・ホイヘンスとイギリスのエドモンド・ハレーにより引用された。
今日ロンドンの国立海事博物館で保管されている放物面鏡（直径66 cm）の作製者である。円錐レンズ作製の先駆者である。ヨーロッパ中を旅し、ローマで数学者・天文学者のクリストファー・クラヴィウスと会い、アントワープで博学者のミシェル・コワニエと会っている。パドヴァに滞在していたときにはガリレオ・ガリレイと会い、その後も定期的に連絡を取り合っていた。フランスの数学者フランソワ・ビエトと友人であった。当時ヨーロッパで最も権威のある大学の1つであったベルギーの旧ルーヴェン大学の数学教授のポストを依頼されたが辞退している。

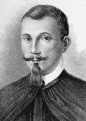
ゲタルディッチ

政治にも関わり、1606年にコンスタンティノープルにラグサ共和国の公使として派遣されている。このとき、アポロニオスの『円錐曲線論』の散逸した第8巻を探し求めたが、見つけることができなかった。

## 著書
- 『アルキメデス拡張』（ (ラテン語) Promotus Archimedis seu De varijs corporum generibus grauitate & magnitudine comparatis. Roma: Luigi Zanetti. (1603)）
- 『諸問題集』（ (ラテン語) Variorum problematum collectio. Venezia: Vincenzo Fiorina. (1607)）

## 注
1. ↑  『数学的な分析と総合について』とも[1]
2. ↑  『各種問題集成』とも[1]

## 伝記
- A. Favaro, "Marino Ghetaldi," Amici e corrisponsdenti di Galileo, 3 vols. (Firenze, 1983), 2, 911-34.
- H. Wieleitner, "Marino Ghetaldi und die Anfänge der Koordinatengeometrie," Bibliotheca mathematica, 3rd ser., 13, pp. 242–247.
- G. Barbieri, "Marino Ghetaldi," in Pietro F. Martecchini, Galleria di Ragusei illustri, (Ragusa, 1840).